# Munții Atlas

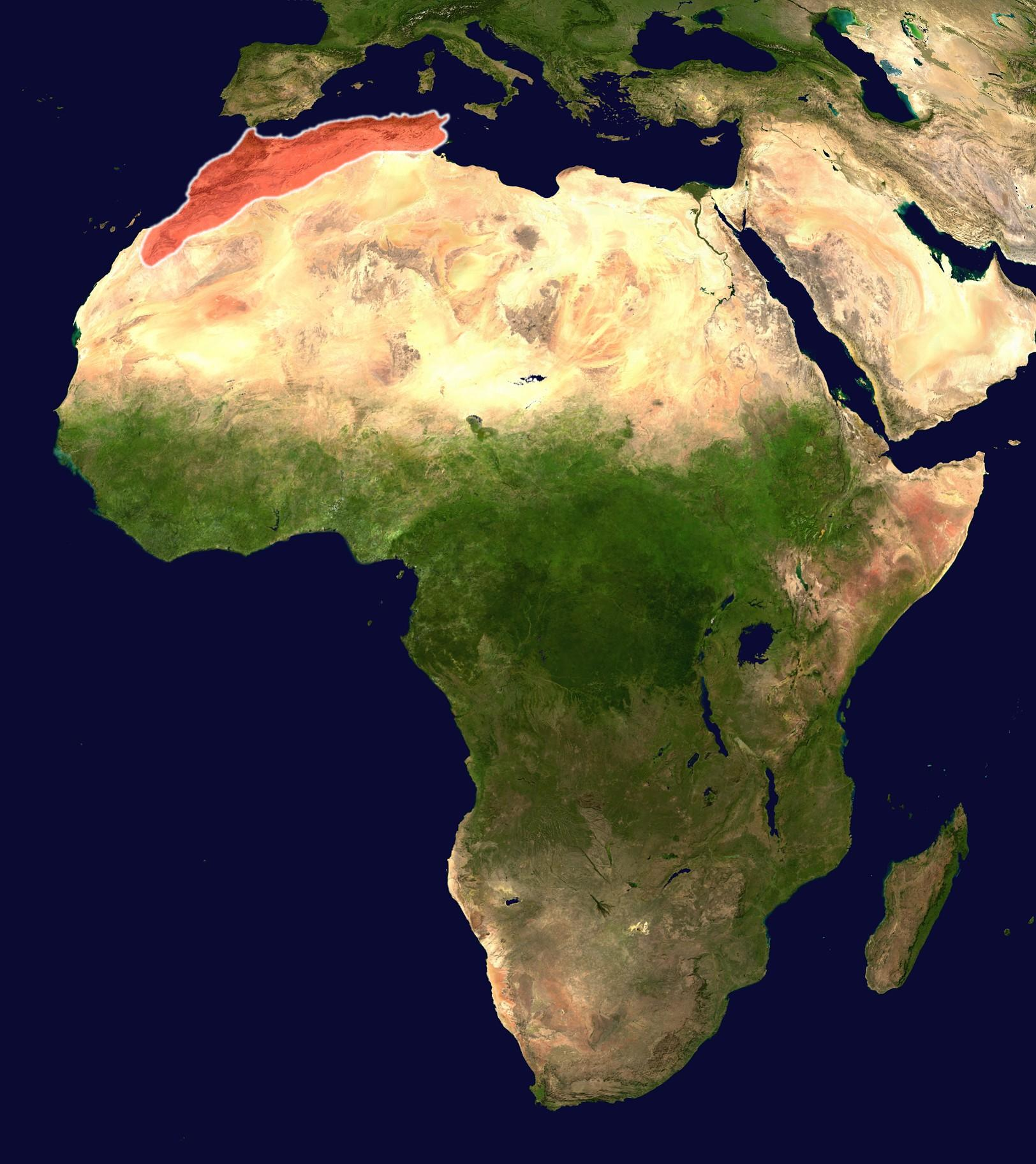
Foto din satelit cu Munții Atlas (colorați cu roșu)

Munții Atlas sunt un lanț muntos înalt din nord-vestul Africii având ca. o lățime de 2300 km, întinzându-se pe teritoriul statelor Maroc, Algeria și Tunisia. Vârful cel mai înalt fiind Toubkal (4165 m) este situat în partea sudică a Marocului.
Munții alcătuiesc o linie de despărțire între clima umedă a regiunii nord-vestice africane și clima caldă extrem de uscată a deșertului Sahara.

## Subîmpărțire
- Atlasul Maritim sau Tell având înălțimea maximă de 2308 m amplasat pe malul mediteranean din Algeria, Tunisia;
- Atlasul Rif sau El Rif având înălțimea maximă 2456 m situat pe coasta de nord mediterană marocană;
- Atlasul mijlociu având înălțimea maximă 3737 m situat in centrul Marocului;
- Atlasul mare având înălțimea maximă 4165 m situat la sud de centrul Marocului;
- Atlasul Saharian având înălțimea maximă 2008 m situat în nordul Algeriei;
- Anti Atlas având înălțimea maximă 2531 m situat la sud-vestul Marocului;
- Atlasul vulcanic sau Djebel Sarhro (Jabal Sirwah) având înălțimea maximă 3304 m situat la sudul centrului marocan.

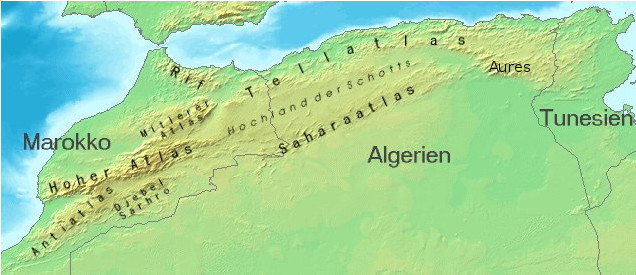
Mtii Atlas

.

## Geologie
- Formare

Cei mai vechi sunt munții Antiatlas care s-au format în perioada paleozoicului timpuriu (ca. înainte cu 300 milioane de ani) ca urmare a coliziunii continentelor de odinioară.
Abia în terțiar (înainte cu 65 milioane până la ca. 1,8 milioane de ani) s-a format restul munților Atlas împreună cu munții din peninsula Iberică, fiind munți de încrețire
Aceste mișcări tectonice au generat și strâmtoarea Gibraltar Munții Pirinei ca și Munții Alpi
Abia în perioada quaternară se desprinde continentul African de cel European.

- Caz de excepție Africa

Munții ceilalți africani s-au format cu mult înaintea munților Atlas și anume în perioada precambriană (ca. înainte cu 4,5 miliarde până la 550 milioane de ani)

- Pericolul cutremurelor

Masivul Atlas din punct de vedere tectonic este situat între placa tectonică Euroasiatică la nord și cea Africană la sud, această zonă geografică fiind expusă la cutremure frecvente formate prin frecarea celor două plăci tectonice.
Orașul Blida situat în centrul munților Atlas având ca. 265 000 de locuitori (2005) a fost de două ori bântuit de cutremure în secolul XIX cutremurul al doilea distrugând complet așezarea.
O situație asemănătoare a avut-o orașul Algerian Ech Cheliff cu 235 000 de locuitori care a suferit din cauza unui cutremur (1980) cu intensitatea de 7,3 pe scala Richter când au murit 5000 de oameni.
- Substanțele minerale

Atlasul este bogat în minereuri de fier, plumb, cupru, fosfat, sare, mercur, marmură și mai puțin argint, cărbuni naturali și gaz natural, numai Africa de Sud este așa bogată în resurse naturale.

## Clima
In general este o climă continentală cu veri fierbinți, iar iarna din cauza altitudinii mari cu căderi de zăpadă  pe piscurile mai înalte care nu persistă de obicei tot timpul anului.
Primăvara prin topirea zăpezii iau naștere râuri și lacuri numite Wadi, lacuri ce seacă vara în locurile mai înalte sunt lacuri sărate numite Shots care în timpul verii devin bălți mici.

## Flora și fauna
Datorită pășunatului intensiv și exploatării neraționale a pădurilor, cresc în regiune tufișuri de Macchia, Korkeihe, ca și cedri Alepo, pini, măslini sălbatici.Datorită climei diferite după altitudine aici întâlnim o faună variată, ca: mistreți, gazele, leoparzi, gheparzi, iepuri de deșert, rozătoare, șerpi și alte reptile mici, insecte.

## Populația
Toate orașele mari din Algeria se află în nordul țării în zona Atlas, în sud fiind deșertul Sahara. Populația cea mai densă se află pe țărmul Mării Mediterane.
Unele oraș ca de exemplu Marakesh din Maroc cu 850.000 de locuitori (2004) se află la poalele Atlasului sau orașul algerian Constantine la 650 m altitudine cu 500.000 (2005) de locuitori și El Djelfa la peste 1.100 m altitudine cu 235.000 (2005) de locuitori, nemaiamintind satele numeroase.